# Маригодов, Константин Лукич
Константин Лукич Маригодов (13 декабря 1891 года, местечко Свинюхи Владимирского уезда Волынской губернии — 1943/?) — русский советский поэт. Участник Великой Отечественной войны. Пропал без вести на фронте.

## Биография
Константин Лукич Маригодов родился 13 декабря 1891 года в местечке Свинюхи Владимирского уезда Волынской губернии в семье волостного писаря. Начальное образование получил в гимназии города Луцка (ныне Волынской области Украины). Экзамены за гимназический курс сдавал экстерном в 1914 году.
Потом некоторое время учился на историко-филологическом факультете Московского университета. С 1918 года работал преподавателем русского языка и литературы в средней школе и педагогическом техникуме города Городни Черниговской губернии.
В 1941 году добровольцем попал на фронт, призван 24.08.1941, воевал в звании рядового. В сентябре 1943 года на фронте пропал без вести.

## Творчество
Первые свои стихи Константин Лукич Маригодов начал публиковать в 1915—1916 годах в журнале «Млечный путь». Вышли сборники с его произведениями: «Студенчество жертвам войны» (1916) и «Сполохи» (1917—1918). В 1917 году в Москве был издан сборник его стихов «Просёлок», в 1920 году в Городне вышел сборник «Вереск». В 1920 году подготовил к изданию сборник стихотворений «Праздник. Стихи».
Темами стихотворений поэта являются — окружающая природа, ужасы войны.

## Память
Имя Константина Лукича Маригодова включено в «Книгу памяти» — ЧЕРНИГОВ И ЧЕРНИГОВСКАЯ ОБЛАСТЬ.